# エリック・ヒル
エリック・ヒル（Eric Hill、1927年9月7日 - 2014年6月6日）は、イギリス出身の絵本作家。ロンドン生まれ。

## 来歴
16歳よりアートスタジオに勤務し、そこで描き始めた漫画が評判となって新聞や雑誌に掲載されるようになる。広告業界に入り、アートディレクター、グラフィックデザイナー、イラストレーターなどを経験。長男のために描いた絵本『コロちゃんはどこ？』が1980年に出版されると大評判となり、シリーズ化されて全世界に広まった。1983年よりアメリカ合衆国のカリフォルニア州に移住。2006年にはエリザベス女王80歳の誕生日に「子どもの本大使」として招かれ、2008年には児童文学への貢献から大英帝国勲章を受章した。